# Georges Brassens
Georges Charles Brassens (Sète, 22 ottobre 1921 – Saint-Gély-du-Fesc, 29 ottobre 1981) è stato un cantautore, poeta e attore francese.
È considerato uno dei maggiori esponenti della canzone d'autore, ispiratore, insieme a Jacques Brel, della scuola genovese. Nell'arco della sua carriera oltre ai testi di propria produzione ha messo in musica poesie di François Villon, Paul Verlaine, Louis Aragon, Antoine Pol, Paul Fort, Victor Hugo, Jean Richepin, Francis Jammes.

## Biografia

### L'infanzia e la giovinezza
Brassens nacque a Sète (all'epoca nota con la grafia Cette), nel dipartimento di Hérault (nell'Occitania francese), il 22 ottobre del 1921, figlio di Jean-Louis Brassens, un muratore francese, ateo ed anti-clericale, e di Elvira Dagrosa, una casalinga italiana originaria di Marsico Nuovo (in provincia di Potenza), emigrata con la famiglia in Francia quand'era ancora bambina, cattolica praticante, vedova di guerra e già madre di una bambina, Simone Comte (nota poi, in età adulta, come Simone Cazzani, dal cognome del marito Yves Cazzani). Il giovane Georges crebbe in un ambiente familiare umile ma sereno. Seguendo l'ideale paterno, anche Brassens si dichiarerà non-credente, precisamente agnostico.
Brassens respirò musica sin dall'infanzia: la madre amava in ugual modo la musica lirica e la canzone popolare, soprattutto le melodie accompagnate con il mandolino. Fu proprio su questo strumento che il piccolo Georges apprese le basi che gli permisero, in seguito, l'apprendimento della chitarra; possedeva un buon orecchio musicale e si dimostrò sempre più interessato alla musica che alla scuola e agli studi; a quattordici anni cominciò a scrivere le sue prime canzoni.
Al liceo fece un incontro che si rivelò determinante per il suo avvenire: il suo professore di lettere, Alphonse Bonnafé, una personalità fortemente anticonformista, riuscì a catturare il suo interesse e, grazie a lui, il giovane Brassens conobbe la poesia francese; cominciò ad impegnarsi seriamente nella scrittura di poesie e testi di canzoni. In terza liceo, disgraziatamente, venne sospeso dalla scuola: in seguito ad alcuni piccoli furti compiuti dagli alunni della scuola nelle case degli allievi più benestanti, un compagno fece il suo nome (la canzone Les quatre bacheliers allude appunto a questo episodio); il padre lo prese allora a lavorare con sé, nell'impresa edile di famiglia. La passione per la musica, però, non si interruppe, al contrario; Georges si appassionò particolarmente ad un grande interprete del momento, Charles Trenet, del quale cercava di imitare lo stile.

### L'arrivo nella capitale

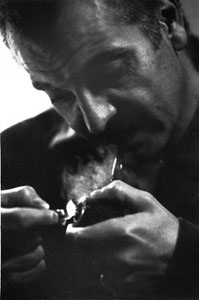
Brassens nel 1964

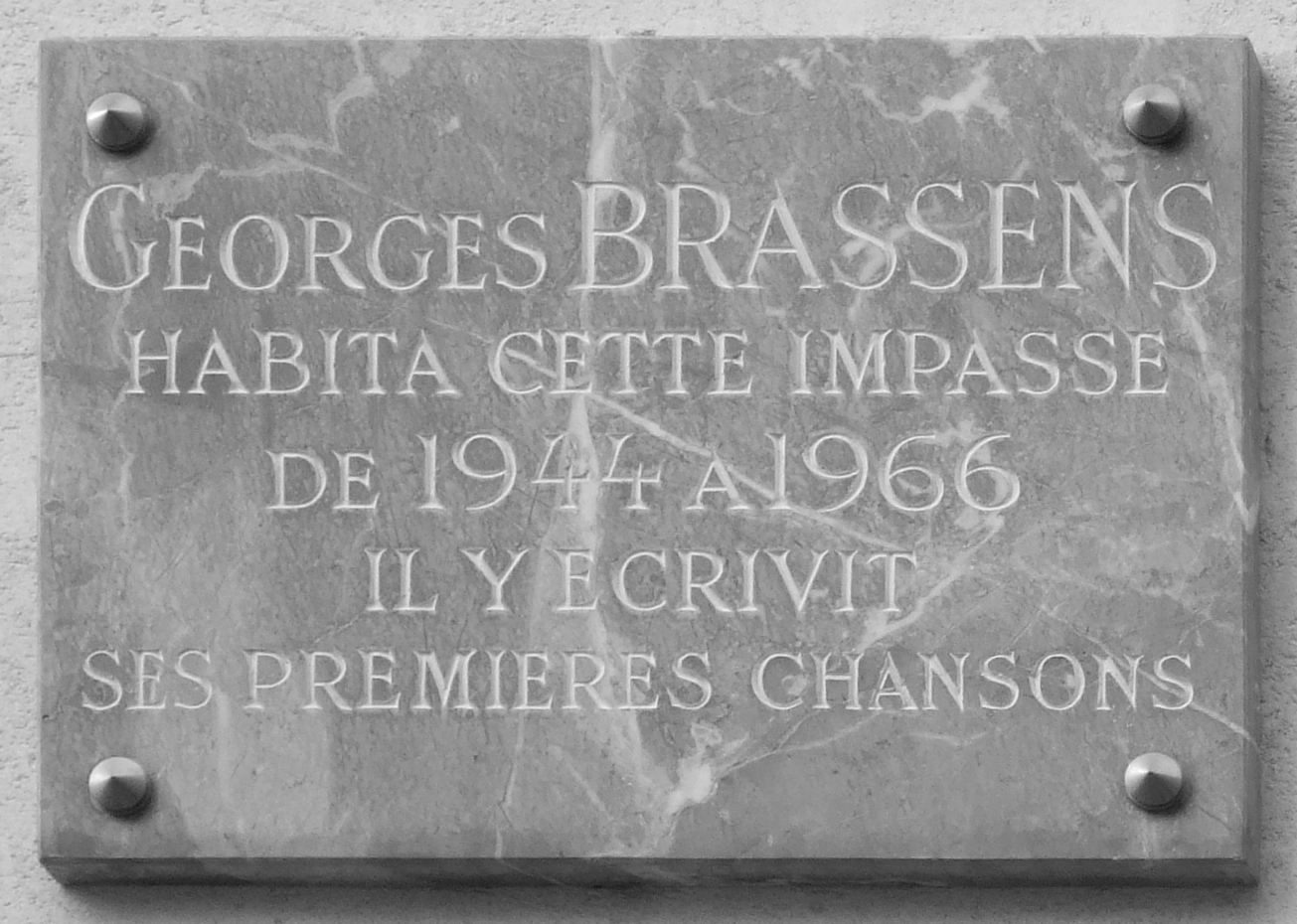
Targa sulla casa dell'Impasse Florimont dove Brassens abitò dal 1944 al 1966, ospite dei coniugi Planche

Nel 1940, a diciott'anni, Brassens decise di stabilirsi a Parigi, presso una zia; nella capitale, oltre a lavorare come operaio alla Renault, cominciò a frequentare le biblioteche e a studiare i testi fondamentali della poesia francese, da Villon a Hugo, da Apollinaire a Verlaine. Con lo scoppio della guerra, la fabbrica di automobili presso cui Brassens lavorava venne bombardata, e i tedeschi entrarono a Parigi; fu allora costretto a rientrare a Sète, dalla sua famiglia.
Soltanto in seguito all'Armistizio, Brassens poté far ritorno a Parigi; questa volta, non provò nemmeno a cercare un lavoro: aveva deciso di consacrarsi interamente alla musica e alla poesia.
Fu così che, nel 1942, pubblicò a proprie spese le sue prime raccolte poetiche À la venvole e De coups d'épée dans l'eau, che rivelavano già la sua vena satirica e anticonformista. Nel 1943, in seguito ad un decreto di lavoro obbligatorio (STO) imposto dai tedeschi al governo francese, Brassens si trovò costretto a lavorare presso la BMW, nel campo di lavoro di Basdorf, vicino a Berlino; fu qui che conobbe Pierre Onteniente (soprannominato da Brassens Gibraltar), prigioniero come lui, il quale diverrà uno dei suoi migliori amici e il suo uomo di fiducia.
In questo periodo, Brassens fu costretto ad interrompere i suoi studi, ma non smise di scrivere canzoni; a questo periodo risale, per esempio, il testo di Pauvre Martin. Nel 1944, approfittando di una licenza di quindici giorni, fece ritorno a Parigi, dove si nascose presso i coniugi Jeanne e Marcel Planche, figure fondamentali per la vita e l'opera del cantautore; fu a loro, la sua nuova famiglia, che Brassens dedicò canzoni quali Jeanne, La cane de Jeanne e Chanson pour l'Auvergnat.
Inizialmente, avrebbe dovuto restare a casa Planche finché la guerra non fosse finita e lui non fosse stato libero; in realtà, vi restò più di vent'anni, fino al 1966, conducendo un'esistenza serena, malgrado le ristrettezze. Fu proprio nella casa al numero 9 dell'Impasse Florimont (nel XIV arrondissement), tra gatti e animali di ogni specie, che Brassens compose la maggior parte delle sue canzoni. Componeva cominciando dalla scrittura dei testi (al contrario della maggioranza dei cantautori), adattando poi la melodia al pianoforte, senza avere nessuna conoscenza in materia di solfeggio e di armonia.

### L'artista anarchico
A partire dal 1946 cominciò la sua collaborazione al Libertaire, rivista anarchica; simpatizzante di questi ideali, per tutta la vita Brassens esprimerà, con l'irriverenza delle sue canzoni, la sua volontà di lottare contro l'ipocrisia della società e le convenzioni sociali; nei suoi testi, prende posizione in favore degli emarginati, degli ultimi e contro ogni tipo d'autorità costituita. In particolare, lungo tutta la sua opera, ritroviamo una viva opposizione contro le figure del giudice e del poliziotto, coerentemente con le sue idee politiche: nel celebre brano Hécatombe, Brassens si immagina a tifare dalla sua finestra per le "massaie gendarmicide", che si stanno battendo al mercato contro degli agenti venuti a sedare una rissa:
(Hécatombe)
Nel 1947 pubblicò il suo primo romanzo, La lune écoute aux portes; nello stesso anno, scrisse alcune tra le sue più grandi canzoni, come Brave Margot, La mauvaise réputation e Le gorille; quest'ultimo brano, nel quale Brassens si oppone con forza alla pena di morte, sbeffeggiando pesantemente un magistrato che diviene vittima del gorilla "vendicatore" (il quale, volendo accoppiarsi con una femmina della sua specie, invece scambia il giudice per una scimmia e si accoppia con la forza con lui), fu boicottato dalla radio di Stato per molti anni.
(Le gorille)
La canzone, censurata in ogni modo, è molto nota, fuori dalla Francia, anche nella versione italiana che ne fece Fabrizio De André circa vent'anni dopo.
In questo periodo, Brassens conobbe Joha Heiman (che lui chiamava Püpchen, in tedesco "bambola"), la donna d'origine estone che sarebbe diventata la compagna di una vita; i due non vissero mai assieme e non ebbero figli, ciononostante restarono uniti fino all'ultimo giorno di vita del cantautore. Fu a lei che dedicò La non-demande en mariage ("La non domanda di matrimonio").

### Gli inizi come interprete
Gli anni Cinquanta videro Brassens impegnato in una lunga ed ostinata gavetta nei cabaret parigini; Jacques Grello, un celebre chansonnier, lo sentì cantare ed, entusiasta, lo invitò ad esibirsi nel suo cabaret, il Caveau de la République, e in altri locali in voga, come il Lapin agile a Montmartre e la Villa d'Este; il pubblico, però, non condivideva il giudizio di Grello, e i primi concerti furono dei veri e propri fiaschi.

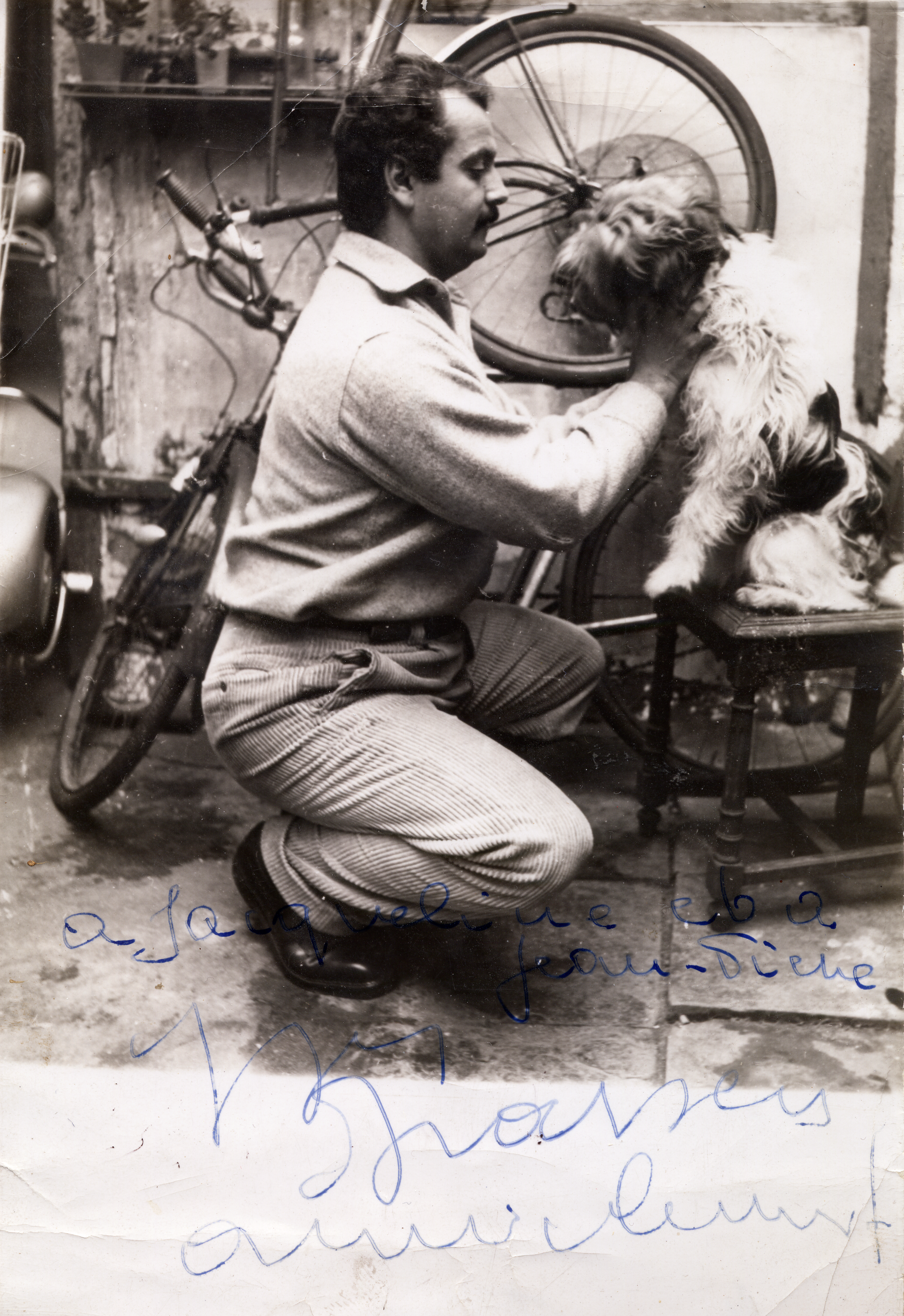
Brassens con uno dei suoi cani

All'inizio del 1952, alcuni amici lo convinsero a partecipare ad un provino nel celeberrimo cabaret di Montmartre, Chez Patachou; la proprietaria, la stessa Patachou, rimase estasiata e volle cantare i suoi brani nel proprio locale, facendolo così conoscere al grande pubblico; fu sempre lei a convincere Brassens, che si vedeva soltanto nei panni del compositore, ad interpretare lui stesso le sue canzoni. Fu l'inizio del successo.

### Gli anni del successo

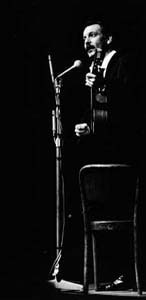
Brassens in concerto nel 1964

Brassens cominciò ad esibirsi in numerosi locali parigini e a raccogliere un certo successo presso il pubblico e i critici, malgrado alcuni suoi testi suscitassero scalpore e scandalo. La consacrazione arrivò quando Patachou lo presentò a Jacques Canetti, direttore artistico della casa discografica Polydor e proprietario del cabaret Les Trois Baudets; grazie all'impegno di Canetti, Brassens poté, dopo una tournée estiva, registrare il suo primo album, La mauvaise réputation, che ottenne un grande successo.
Nel 1953, il 16 ottobre Brassens debuttò al prestigioso music-hall parigino dell'Olympia; proponeva, oltre ai suoi testi, brani ripresi da poeti celebri come François Villon (Ballade des dames du temps jadis), Victor Hugo (Gastibelza), Paul Fort (Le petit cheval); il 1953 fu anche l'anno di pubblicazione del romanzo La tour des miracles. Nel 1954, oltre a ricevere il Gran Premio del Disco dell'Accademia Charles Cros, pubblicò il suo secondo album, Les amoureux des bancs publics, a cui fece seguito, l'anno seguente, Chanson pour l'Auvergnat.
Negli anni successivi, spinto da Jacques Canetti, fu più volte in tournée in Europa e in Africa del Nord; si dedicò a recital e, anche se per una volta soltanto, al cinema: nel 1956, interpretò un ruolo quasi autobiografico nel film Quartiere dei Lillà di René Clair. Con i primi guadagni ottenuti, Brassens comprò la casa dell'Impasse Florimont, dove viveva con Jeanne e Marcel. Nel 1957, assieme a Pierre Onteniente, creò le Editions Musicales 57 e pubblicò Je me suis fait tout petit, mentre continuava a dividersi tra l'Olympia, l'Alhambra e Bobino.
Sin dalla fine della guerra Brassens aveva sofferto di coliche nefritiche e di calcoli renali che gli impedirono, talvolta, di portare a termine i suoi spettacoli; pur rallentato dalle sue condizioni di salute, non mancò mai all'appuntamento e continuò a pubblicare dischi a cadenza regolare: del 1958 è Le Pornographe, mentre Le Mécréant e Les trompettes de la renommée uscirono rispettivamente nel 1960 e nel 1961. Nel 1964, Brassens fece nuovamente capolino al cinema: la sua canzone Les copains d'abord (pubblicata lo stesso anno nell'album omonimo) rientrò nella colonna sonora del film Les Copains di Yves Robert.
Nel 1966, oltre a lasciare definitivamente l'abitazione condivisa con Jeanne e Marcel per stabilirsi poco lontano, nel XV arrondissement, Brassens pubblicò l'album Supplique pour être enterré à la plage de Sète; la canzone che dà il titolo al disco diverrà il suo testamento messo in musica. Nel 1967 ricevette il Premio di poesia dell'Académie française. Ormai famoso e senza problemi economici, dichiarò: «Ora ho sei case, due macchine, quattro letti, cinque gabinetti [...] e un culo soltanto».

#### Il ribelle anticonformista
(Les deux oncles)
L'anno seguente, all'epoca degli avvenimenti politico-sociali del '68, Brassens venne colpito da nuovi problemi renali: si trovava in un letto d'ospedale, dopo un'operazione di asportazione di calcoli, ma, ciononostante, appoggiò, anche se non direttamente, la causa dei rivoluzionari. Poco prima della sua morte, qualcuno gli chiese che cosa facesse durante le giornate del maggio '68, perché non si fosse schierato pubblicamente; la sua risposta ("Soffrivo di coliche nefritiche") venne interpretata come un'irriverenza tra le tante, ma rispecchiava la realtà; Brassens, senza che nessuno lo sapesse, affrontava la sua malattia in silenzio

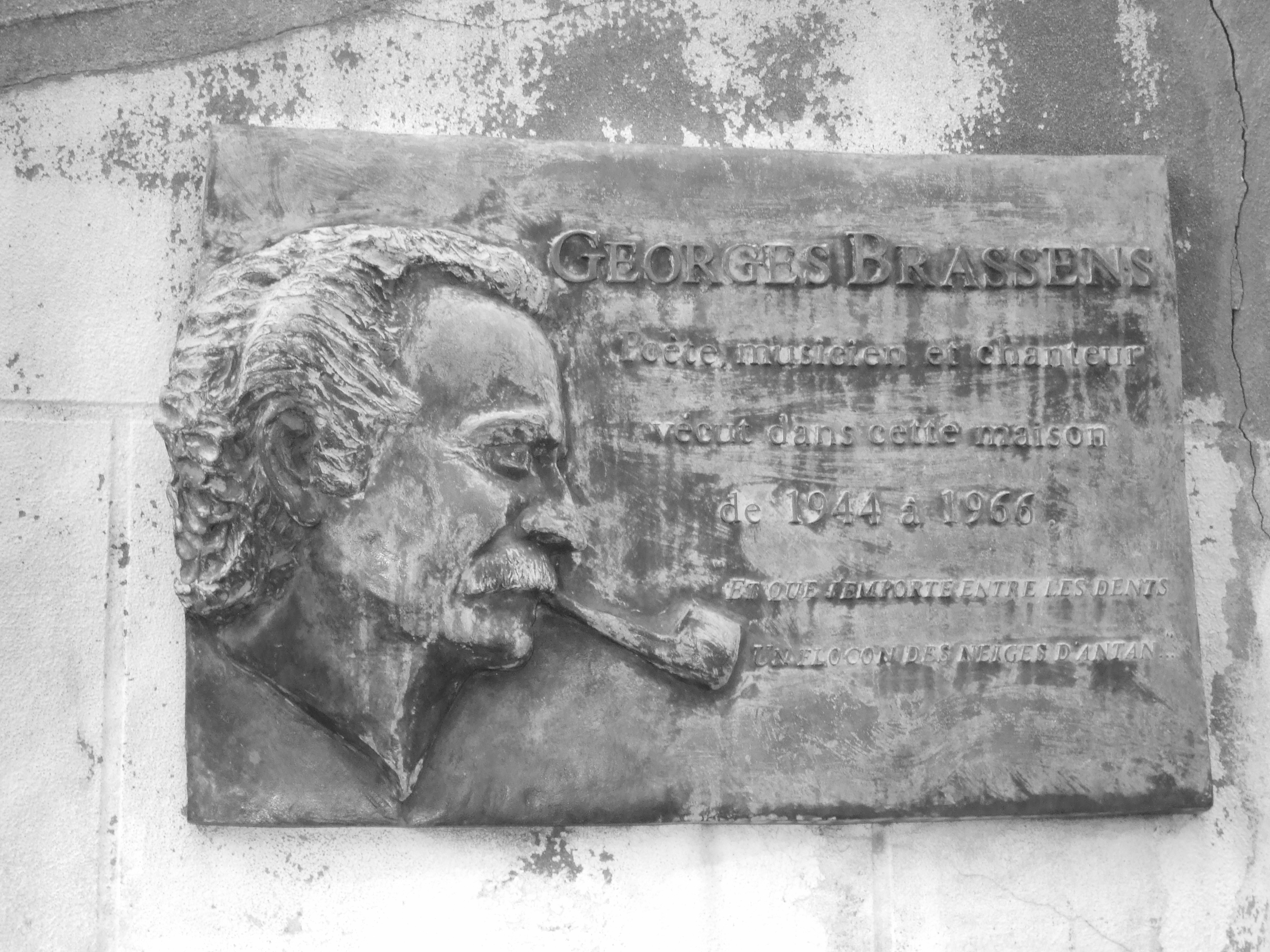
Ritratto di Brassens scolpito su una targa commemorativa, nei pressi della casa dell'Impasse Florimond

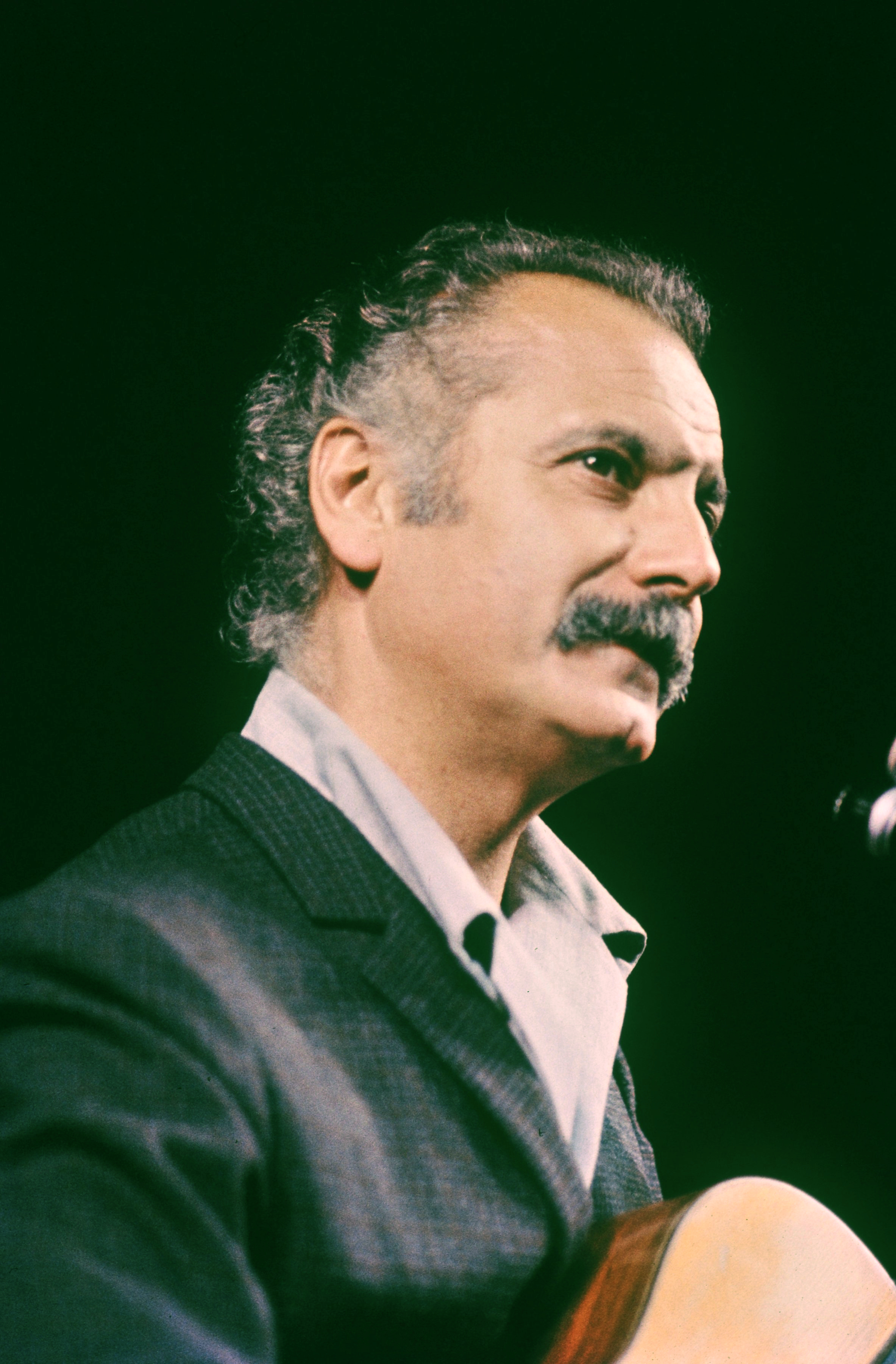
Brassens nel 1966

Accusato di qualunquismo, disimpegno e addirittura "revisionismo storico" (già era stato nel mirino per il pezzo La tondue, in cui Brassens prende le difese di una ragazza rasata a zero dai partigiani poiché accusata di collaborazionismo per aver avuto una relazione sentimentale con un soldato tedesco coetaneo), per la sua canzone antimilitarista e dal tono anarco-individualista Les deux oncles - che parla di due immaginari zii del narratore, uno simpatizzante dei britannici, l'altro dei tedeschi, ed entrambi morti nella seconda guerra mondiale, mentre il protagonista invece non si schiera e sopravvive (ma nella canzone ci sono anche critiche e sarcasmi contro il militarismo del filo-nazista Philippe Pétain) - risponde con l'ironica Mourir por des ideés ("Morire per delle idee"), in cui conferma uno scomodo anarchismo "duro e puro", che non intende schierarsi a priori con una parte politica militante, né aderire a concetti astratti ("moriamo per delle idee, va bene, ma di morte lenta", intendendo "di vecchiaia" o dopo "parecchi anni", perché le idee presto diventano "fuori moda", è la conclusione emblematica del ritornello); il cantautore fu tacciato quindi di voler equiparare storicamente i cittadini francesi antinazisti e i collaborazionisti, dichiarandosi implicitamente neutrale rispetto alle idee dei due zii protagonisti..
Nello stesso anno, il 24 ottobre, l'amica Jeanne morì, all'età di settantasette anni. Nel gennaio del 1969, su iniziativa della rivista Rock et Folk e della radio RTL, Brassens partecipò ad un'intervista che divenne un evento storico, in compagnia di Léo Ferré e Jacques Brel, altri due pilastri della canzone d'autore francese; nello stesso anno, oltre a continuare le esibizioni a Bobino, pubblicò La Religieuse, il suo decimo disco. Negli ultimi anni, i problemi di salute l'avevano fatto invecchiare prematuramente: dopo aver acquistato una casa a Lézardrieux, in Bretagna (regione che amava al punto da studiare la lingua bretone), nel 1973 disse addio alle scene, con un'ultima tournée in Francia e in Belgio e pubblicando il suo penultimo disco, Fernande.
Due anni dopo, nel 1975, Brassens ricevette il Gran premio della città di Parigi; nel 1977, in seguito all'uscita del suo ultimo lavoro, Don Juan, salì un'ultima volta sul palco di Bobino; fu il suo ultimo concerto. Nel 1979 accettò la proposta del musicista Moustache, suo vecchio amico, di partecipare alla registrazione di un album in cui i suoi titoli più celebri venivano ripresi in versione jazz. Alla fine dell'anno ricevette il Gran Premio del disco dalle mani del sindaco di Parigi, Jacques Chirac.

### L'epilogo
(Supplique pour être enterré à la plage de Sète/Supplica per essere sepolto nella spiaggia di Sète)
Affetto da un cancro intestinale, nel novembre del 1980, Brassens si sottopose all'ennesima operazione.
Dopo aver passato l'estate del 1981 nella sua casa in Bretagna, progettando di ritornare a esibirsi al Bobino alla fine dell'anno, trovò ricovero presso il suo amico e medico Maurice Bousquet, a Saint-Gély-du-Fesc, vicino a Montpellier. È lì che, alle 23.15 del 29 ottobre 1981, Georges Brassens morì all'età di sessant'anni. 

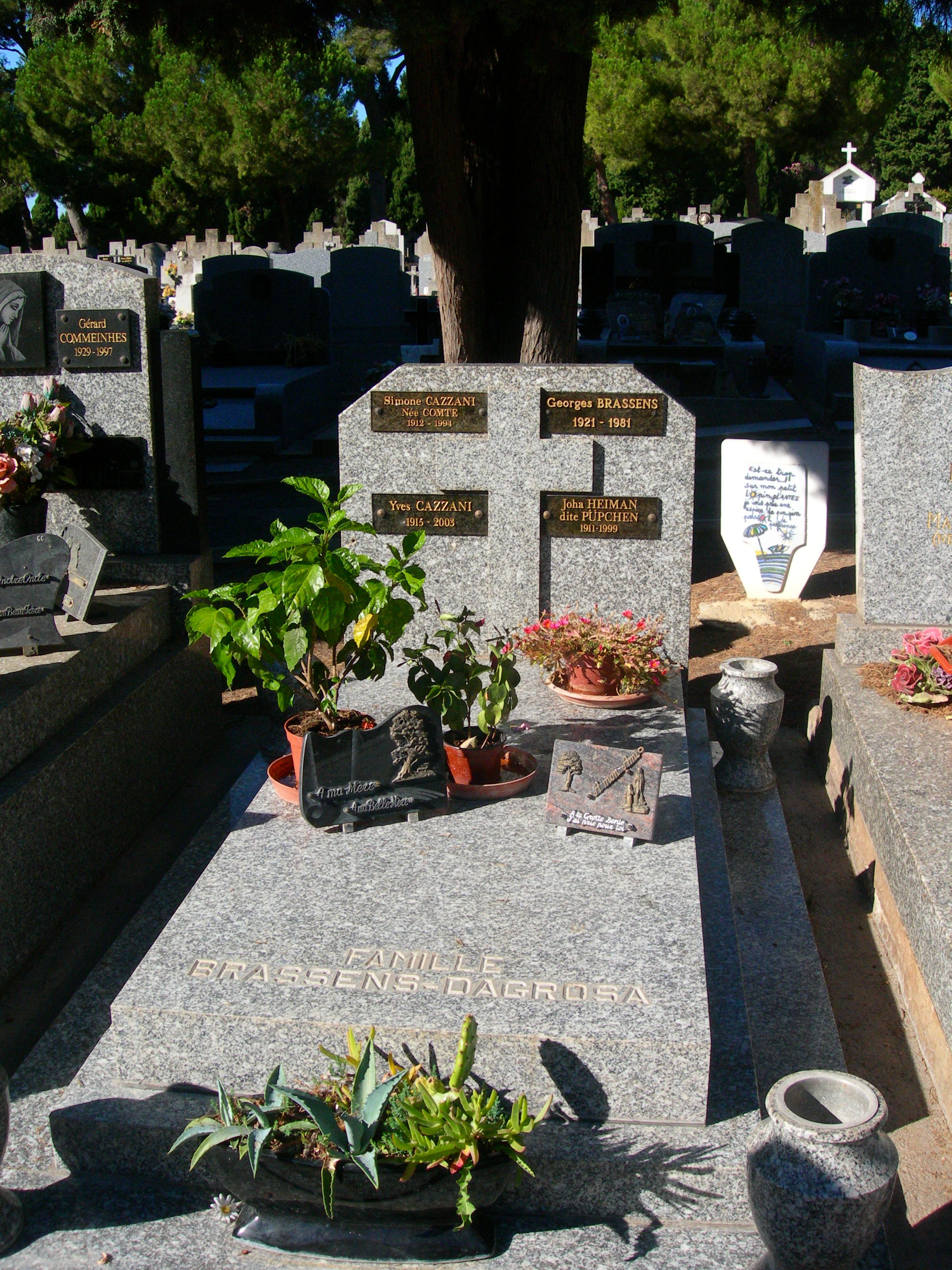
Tomba della famiglia Brassens-Dagrosa, cimitero du Py a Sète: vi sono sepolti Georges Brassens, la compagna Joha Heiman, la sorella e il cognato del cantante.

Tutta la Francia (compreso il presidente Mitterrand), a dispetto dei funerali modesti e della sua riservatezza, gli rese pubblici omaggi, dichiarandolo "poeta" e accostandolo alla corrente letteraria dell'esistenzialismo, anche se lui preferiva essere chiamato semplicemente "cantautore" o "artigiano di canzoni":
(Georges Brassens)
Fu inumato a Sète, nel cimitero Le Py, soprannominato il cimitero dei poveri, per distinguerlo dal cimitero marino della cittadina, in cui giace il poeta Paul Valéry, e che sovrasta il paese.
(Il Testamento)
In questo modo, la sua volontà, espressa nella canzone-testamento Supplique pour être enterré à la plage de Sète, di essere sepolto nella spiaggia del suo villaggio natale fu quasi rispettata, in quanto il cimitero basso è ancora più vicino al mare di quello denominato "marino". Nel 1984, venne dedicato all'artista il nome di un asteroide.

## Omaggi e riconoscimenti
- Nel comune di nascita della madre, Marsico Nuovo, c'è una piazza a lui intitolata
- Georges Moustaki compose in onore suo e della sua cerchia di amici la canzone Les amis de Georges
- Jean Ferrat compone una canzone in suo onore: À Brassens (1964)
- Il giovane Fabrizio De André rimase colpito dai dischi di Brassens che il padre Giuseppe gli portò dalla Francia, al punto da cambiare drasticamente il suo stile e da tradurre in seguito vari brani in italiano di colui che poi chiamerà "il mio Maestro"

Georges Brassens (a destra) con Nanni Svampa

- Il cantante e scrittore Nanni Svampa tradusse in dialetto milanese alcune canzoni di Brassens
- Il parco costruito nella città di Parigi, ubicato nei pressi del vecchio mattatoio, è stato battezzato Parc Georges Brassens. Il cantante visse buona parte della sua vita parigina a qualche centinaio di metri da lì, in un arrondissement lontano da quelli centrali, ancora denso di un'umanità reale
- 6587 Brassens è un asteroide scoperto nel 1984, così chiamato in onore del poeta e cantautore francese

## Discografia parziale

### Album
- 1953 - Georges Brassens chante les chansons poétiques (...et souvent gaillardes) de... Georges Brassens (Polydor LP 530.011)
- 1954 - Georges Brassens interprète ses dernières compositions (Polydor LP 530.024)
- 1954 - Nº. 3 (Polydor LP 530.033)
- 1956 - Nº. 4 (Philips N 76.064 R)
- 1957 - 5 (Philips N 76.074 R)
- 1958 - Volume 6 (Philips B 76.451 R)
- 1960 - Nº. 7 (Philips B 76.488 R)
- 1961 - 8 (Philips B 76.512 R)
- 1962 - Nº. 9 (Philips B 76.563 R)
- 1964 - Nº. 10 (Philips B 77.894 L)
- 1966 - IX (Philips P 77.854 L)
- 1969 - X (Philips 849.490 BY)
- 1972 - Georges Brassens (Philips 6332 116)
- 1976 - Nouvelles chansons (Philips 9101 092)
- 1979 - Georges Brassens joue avec Moustache et les Petits Français 1 (Philips 9101 260)
- 1979 - Georges Brassens joue avec Moustache et les Petits Français 2 (Philips 9101 280)
- 1982 - Georges Brassens chante les chansons de sa jeunesse (Philips 6622 032)

### Live
- 1975 - Georges Brassens in Great Britain (Philips 9101 005)
- 1996 - TNP 1966 (Philips 534149-2)
- 2001 - Bobino 64 (Philips 586334-2)
- 2001 - À La Villa D'Este (Universal-Philips-Mercury 586412-0)
- 2011 - Concerts de 1959 à 1976 (6CD, Mercury 984 166-4)
- 2014 - 3 Novembre 1961 (Frémeaux & Associés FA 5455)

### Antologie
- 1964 - 10 ans de Brassens (6LP, Philips P 6 L 0053)
- 1967 - Le Gorille. Chansons pas pour toutes les oreilles (Philips 844.703 BY)
- 1970 - Pour toutes les oreilles (Philips P 70.343 L)
- 1981 - Georges Brassens (2LP, Philips 6683 018)
- 1983 - Poemes mis en musique et interprétés par Georges Brassens (Philips 6313 322)
- 1989 - Les copains d'abord (2LP, Philips 838 610-1)
- 1996 - La mauvaise réputation (3CD, Philips 532887-2)
- 2000 - Georges Brassens (Mercury 542 279-2)
- 2001 - La mauvaise réputation (2CD, Mercury 586340-2)
- 2003 - Anthologie (3CD, Universal 063 553-2)
- 2007 - Gold (2CD, Universal 602498463635)
- 2007 - Les 50 plus belles chansons (3CD, Mercury 984 9823)
- 2011 - L'inoubliable (5CD, Wagram Music 3248812)
- 2021 - L'album de sa vie (5CD, Mercury 5393894)

### EP
- 1953 - Georges Brassens nº. 1 [Le Parapluie/Il N'y A Pas D'amour Heureux/J'Ai Rendez-Vous Avec Vous/La Chasse Aux Papillons] (Polydor 576.004)
- 1953 - Georges Brassens nº. 2 [La Marine/Corne D'Auroch/Pauvre Martin (1ère Prise)/Le Vent/Hécatombe] (Polydor 576.012)
- 1954 - Georges Brassens nº. 3 [Chanson Pour L'Auvergnat/La Prière/Une Jolie Fleur/La Mauvaise Réputation] (Philips 432.067 NE)
- 1956 - Georges Brassens nº. 4 [Les Sabots D'Hélène/Bancs Publics/La Première Fille... Qu'on A Pris Dans Ses Bras/Brave Margot] (Philips 432.068 NE)
- 1957 - Georges Brassens nº. 5 [Le Gorille/Le Fossoyeur/Je Suis Un Voyou/Le Petit Cheval] (Philips 432.147 NE)
- 1957 - Georges Brassens nº. 6 [Le Mauvais Sujet Repenti/Il Suffit De Passer Le Pont/La Mauvaise Herbe/Gastibelza "L'Homme À La Carabine"] (Philips 432.205 BE)
- 1958 - Georges Brassens nº. 7 [La Légende De La Nonne/Philistins/Colombine/Ballade Des Dames Du Temps Jadis] (Philips 432.288 BE)
- 1958 - Georges Brassens nº. 8 [Au Bois De Mon Cœur/Comme Hier/L'Amandier/Le vin] (Philips 432.289 BE)
- 1959 - Georges Brassens nº. 9 [Le Pornographe/La Ronde Des Jurons/Le Vieux Léon/À L'Ombre Du Cœur De Ma Mie] (Philips 432.343 BE)
- 1959 - Georges Brassens nº. 10 [Le Cocu/Comme Une Sœur/La Femme D'Hector/Bonhomme] (Philips 432.359 BE)
- 1960 - Georges Brassens nº. 11 [Les Funérailles D'antan/Le Verger Du Roi Louis/L'orage/Embrasse-les Tous] (Philips 432.513 BE)
- 1960 - Georges Brassens nº. 12 [Le Mécréant/Le Bistrot/Pénélope/Le Père Noël Et La Petite Fille] (Philips 432.514 BE)
- 1961 - Georges Brassens Hommage À Paul Fort [Si Le Bon Dieu L'avait Voulu/L'enterrement De Verlaine/Le Petit Cheval/Germaine Tourangelle/La Marine/À Mireille Dite "Petit Verglas"/Comme Hier] (Philips 432.556 BE)
- 1962 - Georges Brassens nº. 14 [La Marche Nuptiale/Les Lilas/Oncle Archibald/Celui Qui A Mal Tourné] (Philips 432.747 BE)
- 1962 - Georges Brassens nº. 15 [Le Temps Ne Fait Rien À L'affaire/Dans L'eau De La Claire Fontaine/La Traîtresse/La Ballade Des Cimetières] (Philips 432.783 BE)
- 1962 - Allons Chez Georges Brassens [Marinette "J'avais L'air D'un C..."/Je Me Suis Fait Tout Petit/Aupres De Mon Arbre/La Cane De Jeanne] (Philips 432.802 BE)
- 1962 - Georges Brassens nº. 16 [La Complainte Des Filles De Joie/La Fille À Cent Sous/Tonton Nestor "La Noce De Jeannette"/Le Temps Passé] (Philips 432.815 BE)
- 1963 - Georges Brassens nº. 17 [Les Trompettes De La Renommée/Jeanne/L'assassinat] (Philips 432.902 BE)
- 1963 - Georges Brassens nº. 18 [Les Amours D'Antan/La Guerre De 14-18/La Marguerite/Marquise] (Philips 432.902 BE)
- 1964 - Bande Originale Du Film D'Yves Robert "Les Copains" [Les Copains D'Abord/La Balade À Vélo/Le Réveil D'Ambert/Les Copains D'Abord] (Philips 437.004 BE) [Brassens canta solo il primo brano]
- 1965 - Georges Brassens nº. 19 [Les Copains D'abord/La Route Aux 4 Chansons/Le 22 Septembre/Le Mouton De Panurge] (Philips 437.042 BE)
- 1965 - Georges Brassens nº. 20 [Les Deux Oncles/Saturne/Venus Callipyge/Le Petit Joueur De Fluteau] (Philips 437.067 BE)
- 1965 - Georges Brassens nº. 21 [Les 4 Z'Arts/La Tondue/Le Grand Pan] (Philips 437.132 BE)
- 1967 - Le Grand Chêne/Le Fantôme/L'Épave (Philips 437.367 BE)
- 1968 - La Non-Demande En Mariage/La Fessée/Les Quatre Bacheliers (Philips 437.368 BE)
- 1972 - Georges Brassens Chante Pour Les Enfants [Le Petit Cheval/Je Rejoindrai Ma Belle/Les Sabots D'Hélène/La Cane De Jeanne] (Philips 6274 027)

### Singoli

#### 78 giri
- 1952 - Le gorille/Le mauvais sujet repenti (Polydor 560.398)
- 1952 - La Mauvaise Réputation/Le Petit Cheval (Polydor 560.399)
- 1952 - Corne D'Auroch/Hécatombe (Polydor 560.432)
- 1952 - Le Fossoyeur/Le Parapluie (Polydor 560.436)
- 1952 - Le gorille/La chasse aux papillons (Polydor 560.460)
- 1953 - Il N'Y A Pas D'Amour Heureux/La Marine (Polydor 560.475)
- 1953 - J'Ai Rendez-Vous Avec Vous/Il Suffit De Passer Le Pont (Polydor 560.476)
- 1953 - Bancs Publics/Le Vent; La Cane De Jeanne (Polydor 560.477)
- 1953 - Brave Margot/Pauvre Martin; Comme Hier (Polydor 560.478)
- 1953 - Papa, Maman/La Légende De La Nonne (Philips N72.155H) [lato A con Patachou, lato B solo Patachou su testo e musica di Brassens]
- 1954 - Gastibelza "L'Homme A La Carabine"/La Prière (Polydor 560.492)
- 1954 - Chanson Pour L'Auvergnat "Elle Est À Toi Cette Chanson"/Les Sabots D'Hélène (Polydor 560.495)
- 1954 - Une Jolie Fleur/La Première Fille (Polydor 560.496)

#### 45 giri
- 1956 - La prière/Gastilbelza (L'homme à la carabine) (Philips N372.325F)
- 1956 - Une Jolie Fleur/La Première Fille (Philips N372.326F)
- 1956 - Le gorille/La chasse aux papillons (Philips N372.327F)
- 1956 - Hécatombe/Corne d'Aurochs (Philips N372.328F)
- 1956 - Bancs publics/Le vent; La cane de Jeanne (Philips N372.329F)
- 1956 - Chanson pout l'auvergnat/Les sabots d'Hélène (Philips N372.375F)
- 1956 - Auprès de mon arbre/La légende de la nonne (Philips N372.376F)
- 1956 - Marinette "J'avais L'air D'un C..."/Les croquants (Philips N372.377F)
- 1956 - Je suis un voyou/Le mauvais sujet repenti (Philips N372.378F)
- 1957 - Brave Margot/J'ai rendez-vous avec vous (Philips N372.459F)
- 1957 - La mauvaise herbe/Le parapluie (Philips N372.460F)
- 1957 - Au bois de mon cœur/Le vin (Philips N372.461F)
- 1957 - Le nombril des femmes d'agents/La mauvaise réputation (Philips B 372.502F)
- 1958 - Oncle Archibald/Celui Qui A Mal Tourné (Philips B 372.520F)
- 1959 - Le cocu/La femme d'Hector (Philips B372.605F)
- 1959 - Le pornographe/La ronde des jurons (Philips B372.653F)
- 1959 - Le vieux Léon/A l'ombre du cœur de ma mie (Philips B372.681F)
- 1960 - Les funérailles d'antan/Le bistrot (Philips B372.745F)
- 1960 - Le mécréant/L'orage (Philips B372.746F)
- 1960 - Embrasse-Les Tous/Penelope (Philips B372.822F)
- 1961 - Le temps ne fait rien à l'affaire/La fille à cent sous (Philips B372.925F)
- 1962 - La traîtresse/Dans l'eau de la claire fontaine (Philips B372.931F)
- 1962 - Les amours d'antan/L'assassinat (Philips B373.072F)
- 1962 - La marguerite/Jeanne (Philips B373.073F)
- 1964 - La guerre de 14-18/Le temps ne fait rien à l'affaire (Philips B373.275F)
- 1964 - La marguerite/Marquise (Philips B373.339F)
- 1964 - Les copains d'abord/La route aux quatre chansons (Philips B373.478F)
- 1965 - Une Jolie Fleur (Dans Une Peau De Vache)/Auprès De Mon Arbre (Philips B373.573F)
- 1965 - La Femme D'Hector/Les Amours D'antan (Philips B373.574F)
- 1965 - Le Père Noël Et La Petite Fille/Le Bistrot (Philips B373.575F)
- 1965 - L'orage/Pénélope (Philips B373.576F)
- 1967 - La non demande en mariage/Le grand chêne (Philips B373.886F) [jukebox, promo]
- 1967 - Le fantôme/Concurrence déloyale (Philips PRO B373.949.F) [jukebox, promo]
- 1967 - L'Épave/La fessée (Philips B370.476F) [jukebox, promo]
- 1969 - La Religieuse/La Rose, La Bouteille Et La Poignée De Main (Philips 336.278BF)
- 1969 - L'ancêtre/Rien à jeter (Philips 336.253 BF)
- 1969 - Misogynie à part/Bécassine (Philips 336.277 BF)
- 1970 - Heureux Qui Comme Ulysse/Lamento (Version Orchestrale) (Philips 6009 007) [dal film Heureux Qui Comme Ulysse]
- 1972 - Mourir pour des idées/Le roi (Philips 6837 094) [promo]
- 1972 - La princesse et le croque-notes/Fernande (Philips 6837 095) [promo]
- 1972 - Stances à un cambrioleur/À l'ombre des maris (Philips 6837 096) [promo]
- 1976 - Don Juan/Tempête dans un bénitier (Philips 6837 367) [jukebox]
- 1976 - Cupidon s'en fout/Histoire de faussaire (Philips 6837 368) [jukebox]
- 1979 - P... de toi/Au bois de mon cœur (Philips 6172 290) [con Moustache e Les petits français]
- 1979 - La prière/La marche nuptiale (Philips 6837 604) [con Moustache e Les petits français, promo]
- 1982 - Pour me rendre à mon bureau/Le bleu des bleuets (Philips 6837 753) [promo]
- 1983 - Le roi boiteux/Jehan l'advenu (Philips 6837 842) [promo]
- 1989 - Les copains d'abord/Chanson pour l'auvergnat (Philips 874.692-7) [non destinato alla vendita]

## Traduzioni e adattamenti
Le canzoni di Brassens sono state interpretate da numerosi cantanti francesi e, nonostante la difficoltà di rendere la lingua utilizzata da Brassens, sono state tradotte in varie lingue. In Italia, Nanni Svampa ha tradotto molte canzoni di Brassens sia in dialetto milanese sia in italiano. Anche Gipo Farassino ne reinterpretò alcune in piemontese. 
Ha dedicato quattro album interamente a Brassens: "Nanni Svampa canta Brassens" (1964, 1971), "Cantabrassens" in Cabaret italiano (1977), "W Brassens" (1999), "Donne, gorilla, fantasmi e lillà - Omaggio italiano a George Brassens" (2004).
Moltissimi cantautori si sono ispirati a Brassens: in Italia, Fabrizio De André lo considerava un maestro, tanto che alcune delle sue più famose canzoni (Il gorilla, Morire per delle idee, Le passanti, Delitto di paese, Marcia nuziale, Nell'acqua della chiara fontana, La morte) non sono altro che delle traduzioni e degli adattamenti delle canzoni di Brassens; lo stesso cantautore francese, che conosceva un po' di italiano grazie anche alle origini materne, ebbe occasione di vedere le traduzioni delle sue canzoni e le giudicò eccellenti, assieme a quelle di Nanni Svampa, che però a quel tempo traduceva i suoi testi prevalentemente in dialetto milanese.
Tuttavia De André e Brassens non si conobbero mai di persona: il cantautore genovese era al corrente del difficile carattere di Brassens e temeva di andare incontro ad una delusione incontrando quello che per tanti anni era stato il suo modello assoluto. Altri cantautori italiani che hanno tradotto diverse canzoni di Georges Brassens sono Beppe Chierici, che, come Svampa, al repertorio dello chansonnier dedicò interi album e spettacoli, e Gianni Stefani, che le ha tradotte in veneto alto-vicentino. Giorgio Ferigo coi Povolar Ensemble ha realizzato un CD di canzoni di Brassens in versione friulana (lingua carnica) dal titolo Jerbata. Inoltre un cantautore spagnolo, Paco Ibáñez, tradusse in lingua castigliana molte delle sue canzoni, alcune delle quali vennero interpretate dallo stesso Brassens, come per esempio "La mala reputación". Altri brani di Brassens sono stati tradotti e cantati in italiano da Paolo Capodacqua.
Più artisti hanno rieseguito le canzoni di Brassens in un album intitolato Les oiseaux de passage (come il titolo di una sua canzone). A quest'album hanno partecipato artisti come Bénabar, Yann Tiersen, Tarmac. Nel 2008 il gruppo rock-folk toscano "Bandabardò" pubblica all'interno dell album "Ottavio" la canzone "La mauvaise réputation".
Il cabarettista Alberto Patrucco, noto al grande pubblico per la partecipazione a Zelig e Colorado Cafè, ha tradotto ed interpretato le canzoni di Brassens in due album interamente dedicati all'autore: "Chi non la pensa come noi" (2008) e "Segni (e) particolari" (2014), quest'ultimo insieme ad Andrea Mirò e con la partecipazione di Ale e Franz, Eugenio Finardi, Ricky Gianco, Enzo Iacchetti, Enrico Ruggeri.

### Le canzoni tradotte in Italia
Qui di seguito sono riportati i titoli di alcune sue canzoni, con a fianco i corrispondenti titoli delle traduzioni e relativi autori e interpreti.
| Titolo originale                                       | Titolo della traduzione (autori e/o interpreti)                                                                                       |
| ------------------------------------------------------ | --- |
| Brave Margot                                           | Brava Margot (Beppe Chierici) Ghita (Giorgio Ferigo) La Rita de l'Ortiga (Nanni Svampa)                                               |
| Chanson pour l'auvergnat                               | Canzone per gente anonima (Beppe Chierici) Canzon per el rotamatt (Nanni Svampa)                                                      |
| Dans l'eau de la claire fontaine                       | Nell'acqua della chiara fontana (Fabrizio De André) Nell'acqua di una chiara fontana (Beppe Chierici)                                 |
| Fernande                                               | Palmira (Beppe Chierici) Quand pensi a la Cesira (Nanni Svampa)                                                                       |
| Hécatombe                                              | Ecatombe (Beppe Chierici) Al mercà de Porta Romana (Nanni Svampa)                                                                     |
| Il suffit de passer le pont                            | Quando passo il ponte con te (Daniele Pace, Gigliola Cinquetti)                                                                       |
| Je suis un voyou                                       | Mi sont on malnatt (Nanni Svampa) |
| J'ai rendez-vous avec vous                             | Appuntamento con te (Beppe Chierici) Doman te porti a ballà (Nanni Svampa)                                                            |
| L'assassinat                                           | Delitto di paese (Fabrizio De André) I assassit (Nanni Svampa)                                                                        |
| La complainte des filles de joie                       | Canzone per le ragazze di vita (Beppe Chierici) Donne di piacere (Nanni Svampa)                                                       |
| La femme d'Hector                                      | La moglie di Totò (Beppe Chierici) |
| La fille à cent sous                                   | La ragazza da cinque lire (Beppe Chierici) La donna de cent cinquanta franc (Nanni Svampa)                                            |
| La légende de la nonne (testo di Victor Hugo)          | La leggenda della suora (Giuseppe Setaro)                                                                                             |
| La marche nuptiale                                     | Marcia nuziale (Fabrizio De André, Gino Paoli) El sposalizzi (Nanni Svampa)                                                           |
| La marine (testo di Paul Fort)                         | Amori marinai (Alessio Lega) |
| La mauvaise herbe                                      | L'erba matta (Nanni Svampa) |
| La mauvaise réputation                                 | La cattiva reputazione (Beppe Chierici, Alberto Patrucco) El disgrazià (Nanni Svampa) Jerbata (Giorgio Ferigo)                        |
| La mauvaise réputation                                 | Bandabardò |
| La non-demande en mariage                              | La non domanda di matrimonio (Beppe Chierici, Nanni Svampa, Alberto Patrucco)                                                         |
| La prière (testo di Francis Jammes)                    | Madonna varda giò (Nanni Svampa) |
| La rose, la bouteille et la poignée de mains           | La rosa, la bottiglia e la stretta di mano (Beppe Chierici) La rosa, il fiasco e la stretta di mano (Alberto Patrucco)                |
| La traîtresse                                          | La mia ganza (Nanni Svampa) |
| Le gorille                                             | Il gorilla (Fabrizio De André) El gorilla (Nanni Svampa) Ocjo al gorila (Giorgio Ferigo)                                              |
| Le mauvais sujet repenti                               | Il cattivo soggetto pentito (Beppe Chierici) El rochetè (Nanni Svampa)                                                                |
| Le mécréant                                            | Il miscredente (Nanni Svampa) Ël miscredent (Fausto Amodei) Ël miscredent (Gipo Farassino)                                            |
| Le nombril des femmes d'agents                         | L'ombelico della moglie di un agente (Beppe Chierici) El bamborin de la miée d'on ghisa (Nanni Svampa)                                |
| Le parapluie                                           | Il parapioggia (Beppe Chierici) L'ombrella (Nanni Svampa)                                                                             |
| Le Père Noël et la petite fille                        | Leggenda di Natale (Fabrizio De André, con nuovo testo vagamente ispirato a quello di Brassens e nuova musica)                        |
| Le temps ne fait rien à l'affaire                      | Chi è stronzo, resta così (Beppe Chierici) Se l'è on cojon, l'è on cojon (Nanni Svampa) Se ti t-ses cojon, ses cojon (Gipo Farassino) |
| Le testament                                           | Testamento (Beppe Chierici) El testament (Nanni Svampa) Il testamento (Alberto Patrucco)                                              |
| Le verger du roi Louis (testo di Théodore de Banville) | La morte (Fabrizio De André, con nuovo testo scritto da lui, estraneo all'originale)                                                  |
| Le vin                                                 | Il vino (Giuseppe Setaro) |
| Les amoureux des bancs publics                         | I panchett (Nanni Svampa) |
| Les copains d'abord                                    | Gli amici miei (Beppe Chierici) I compagni miei (Giuseppe Setaro)                                                                     |
| Les lilas                                              | I lillà (Beppe Chierici) |
| Les passantes (testo di Antoine Pol)                   | Le passanti (Fabrizio De André) |
| Les sabots d'Hélène                                    | Gli zoccoli di Lena (Beppe Chierici)                                                                                                  |
| Les trompettes de la renommée                          | Le trombe della celebrità (Beppe Chierici) Tromboni de la pubblicità (Nanni Svampa) Trompëtte dla selebrità (Gipo Farassino)          |
| L'épave                                                | Il relitto (Beppe Chierici) |
| L'orage                                                | L'uragano (Beppe Chierici) El temporal (Nanni Svampa) Il temporale (Paolo Capodacqua) L'orage (L'Orage)                               |
| La Fessée                                              | Lo Sculaccione (Fausto Amodei) |
| Marinette                                              | Marinetta (Beppe Chierici, Claudio Baglioni) La Ginetta (Nanni Svampa)                                                                |
| Mourir pour des idées                                  | Morir per delle idee (Fabrizio De André)                                                                                              |
| Oncle Archibald                                        | Zio Arcibaldo (Beppe Chierici) Zio Arcibaldo (Giuseppe Setaro) Barba Miclin (Fausto Amodei e Gipo Farassino)                          |
| Pauvre Martin                                          | Tristo Martino (Beppe Chierici) Poer Martin (Nanni Svampa)                                                                            |
| Tonton Nestor                                          | Barba Lenart (Giorgio Ferigo) |
| Une jolie fleur                                        | Un bel fiore (Beppe Chierici) L'era on bell fior (Nanni Svampa)                                                                       |

## Premi
Brassens non ricercò mai riconoscimenti ufficiali, ottenne però alcuni importanti premi:
- Il premio conferito dall'Académie Charles Cros per il suo primo album;
- Il grande premio di poesia conferito dall'Académie française nel 1967;
- Il Premio Tenco nel 1976.

## Filmografia
- Quartiere dei Lillà (Porte de Lilas), regia di René Clair (1957)
- Le drapeau noir flotte sur la marmite, regia di Michel Audiard (1971)

### In italiano
- Nanni Svampa canta Brassens, Verona, Anteditore, 1975.
- Nanni Svampa, Canzoni e risate, ovvero: fare l'amore con un'ostetrica e un po come leccare un gelataio, a cura di Giuseppe Vettori, Roma, Lato side, 1979.
- Nanni Svampa, W Brassens, Milano, Gammalibri, 1983; Milano, Lampi di Stampa, 2001. ISBN 88-488-0115-3; 2006. ISBN 88-488-0514-0.
- Cataldo Caputo, L'universalità e il carattere umanistico della poetica di Georges Brassens, Bologna, CLUEB, 1983.
- Antonello Lotronto, Georges Brassens attraverso le sue canzoni, presentazione di Nanni Svampa, Salerno, Ripostes, 1985.
- Nanni Svampa e Mario Mascioli, Brassens. Tutte le canzoni tradotte, Padova, Muzzio, 1991. ISBN 88-7021-577-6. [con una interessante introduzione che riporta l'intervista rilasciata da Brassens al suo "fan", amico, giornalista e sacerdote cattolico André Sève]
- Georges Brassens, Poesie e canzoni, con testo a fronte e una scelta di spartiti, a cura di Maurizio Cucchi, Parma, Guanda, 1994. ISBN 88-7746-749-5.
- Matilde Andolfo, Georges Brassens. Tra musica e poesia.... Analisi letteraria dei testi di canzoni scelte, prefazione di Angelo Calabrese, Napoli, Edizioni 2000, 1995.
- Sergio Sacchi, Brassens in ventisette canzoni, Trieste, Lint, 1996. ISBN 88-86179-60-X.
- Georges Brassens: lingua, poesia, interpretazioni. Atti del Convegno internazionale, Milano, 3-4 dicembre 1991, a cura di Mirella Conenna, introduzione di Sergio Zoppi, Fasano, Schena, 1998. ISBN 88-8229-018-2.
- Franco Arato, Tra Lerici e Turbia. Fabrizio De André e Georges Brassens, in "Belfagor", anno LIV (1999), f. 6, pp. 735-740.
- Nanni Svampa, Scherzi della memoria, Milano, Ponte alle Grazie, 2002. ISBN 88-7928-611-0.
- Belin, sei sicuro? Storia e canzoni di Fabrizio De André, a cura di Riccardo Bertoncelli, Firenze, Giunti, 2003. ISBN 88-09-02853-8; 2012. ISBN 978-88-09-77373-8. [sul legame ideale fra Brassens e De André]
- Georges Brassens. Una cattiva reputazione, a cura di Gianfranco Brevetto, Roma, Aracne 2007. ISBN 978-88-548-1041-9. [una serie di contributi da parte di esperti italiani ed europei ed alcune interviste tra cui quelle a Gino Paoli e Nanni Svampa]
- Georges Brassens, Le strade che non portano a Roma. Riflessioni e massime d'un libertario, Roma, Coniglio, 2009. ISBN 978-88-6063-223-4.
- Daniela Soave Vighesso, G. Brassens 5h 40'. Riflessioni e appunti tra un treno, un pullman e una questione di quinoa, con estratti delle Lettres à Toussenot, 25 testi inediti di Salvo Lo Galbo, Pavia, Medea, 2011. ISBN 978-88-6693-019-8.
- Brassens in italiano. 110 canzoni tradotte da Giuseppe Setaro con testi francesi a fronte e accordi per chitarra, Bergamo, Sestante, 2011. ISBN 978-88-6642-042-2.
- Maria Rosaria Zulì, La 'comédie humaine'. Nella rappresentazione degli Chansonniers: da Georges Brassens a Fabrizio De André, Tricase, Libellula, 2011. ISBN 978-88-96818-41-1.
- Attenti al gorilla : traduzione letterale italiana dei testi delle canzoni di Georges Brassens, a cura di Nanni Svampa e Mario Mascioli, Cologno Monzese, Lampi di Stampa, 2012. ISBN 978-88-488-1301-3.
- Margherita Zorzi, Georges Brassens. Il maestro irriverente, prefazione di Gianni Mura, Civitella in Val di Chiana, Zona, 2012.
- Gianmarco Giuliana, Una passeggiata con Brassens. Testi e Pensieri irriverenti. Tradotti con oscenità, 2012.
- Georges Brassens, Poesie e canzoni, traduzioni e adattamenti di Beppe Chierici, illustrazioni di Dario Faggella, con 2 CD, s.l., Amici miei, 2013.
- Mimmo Mastrangelo, Georges Brassens. Il francese lucano, Moliterno, Valentina Porfidio, 2013. ISBN 978-88-98579-06-8.
- Alberto Patrucco e Laurent Valois, AbBRASSENS. Collana musicale, Biassono, Paginauno, 2021. ISBN 978-88-99699-58-1.
- Beppe Chierici, Georges Brassens amico mio, a cura di Franco Villani e Giancarlo Passarella, prefazione e intervista a Chierici di Giancarlo Passarella, postfazione di Walter De Stradis, Potenza, Villani, 2022. ISBN 978-88-98200-86-3.
- Isabelle Felici, Un Brassens ai margini. Brassens oriundo italiano e anarchico, Ragusa, La fiaccola, 2023.

### A fumetti
- Brassens. 1, 1952-1955, Issy-les-Moulineaux, Éd. Vents d'Ouest, 1989. ISBN 2-86967-101-6.
- Brassens. 2, 1956-1962, Issy-les-Moulineaux, Éd. Vents d'Ouest, 1990. ISBN 2-86967-117-2.
- Chansons de Georges Brassens en BD, textes biographiques de Paul Ghezi, Darnetal (Seine-Maritime), Petit à petit, 2006. ISBN 2-84949-037-7.
- Blaise Guinin, Georges et la mort, Paris, 12 Bis, 2011. ISBN 978-2-35648-3553.